# Alfred Duncan
Joseph Alfred Duncan (Accra, 10 marzo 1993) è un calciatore ghanese, centrocampista del Venezia.

## Biografia
Nato in Ghana, da adolescente viene dato in affidamento a una famiglia di Pistoia. Il 26 agosto 2024 ha ricevuto la cittadinanza italiana.

## Caratteristiche tecniche
È un centrocampista mancino di grande forza e corsa con compiti prettamente di recupero palla, ma è dotato anche di un ottimo calcio che lo rende spesso pericoloso in fase offensiva quando si inserisce con o senza palla al piede. Gioca solitamente come interno sinistro o destro in un centrocampo a tre, ma è in grado di ricoprire anche altri ruoli nella mediana.

## Carriera

### Club

#### Gli inizi, Inter
Nell'estate del 2010 viene acquistato dall'Inter, ma l'ufficialità arriva soltanto a marzo seguente quando compie i 18 anni. Con la formazione Primavera dei neroazzurri vince nella stagione 2011-2012 la NextGen Series e il Campionato Primavera.
Dalla stagione 2012-2013 viene aggregato alla prima squadra e il 26 agosto 2012 esordisce in Serie A nella partita Pescara-Inter 0-3, subentrando nei minuti finali al posto di Walter Gargano. Gioca altre due partite di Campionato ed una di Coppa Italia prima di venire, il 24 gennaio 2013, ceduto al Livorno in Serie B con la formula del prestito con diritto di riscatto e controriscatto a favore dei milanesi.

#### Prestito al Livorno
A Livorno ottiene subito il posto da titolare riuscendo a giocare in metà stagione 19 partite di Campionato con 1 gol (il 17 aprile in Livorno-Novara 1-3) e 4 dei play-off Promozione nei quali realizza un'altra rete, questa volta il 29 maggio nella finale di andata contro l'Empoli.
A fine stagione l'Inter, dopo che il Livorno lo riscatta, applica il controriscatto per farlo tornare in neroazzurro ma il 20 agosto lo cede nuovamente in prestito alla formazione toscana. Con i Labronici gioca 32 partite su 38 di Serie A non riuscendo però a fine stagione ad evitare la retrocessione degli amaranto in B.

#### Sampdoria
Il 19 luglio 2014 la Sampdoria comunica di aver acquisito a titolo temporaneo, fino al 30 giugno 2016, dall'Inter i diritti sportivi del calciatore per 800.000 euro. Il 19 ottobre esordisce in blucerchiato giocando dal primo minuto la partita Cagliari-Sampdoria 2-2. Il 31 gennaio 2015 viene modificata la formula del prestito, che da biennale diventa annuale con obbligo di riscatto a favore dei blucerchiati da esercitarsi a giugno del 2015 per 2.600.000 euro; il calciatore sottoscrive un contratto fino al 2019. Il 10 maggio 2015 segna la sua prima rete in blucerchiato (oltre che in Serie A) nella sfida vinta per 4-1 contro l'Udinese ad Udine.

#### Prestito al Sassuolo
Il 23 luglio 2015 viene ufficializzato il suo trasferimento al Sassuolo con la formula del prestito con obbligo di riscatto fissato a 6 milioni di euro. Il 23 agosto gioca a Reggio Emilia la sua prima partita con la maglia neroverde, contribuendo alla vittoria per 2-1 sul Napoli. Il 6 marzo 2016 sigla il primo gol con la sua nuova maglia ai danni del Milan (vinta 2-0 grazie al raddoppio di Nicola Sansone).
Il 29 dicembre 2018 sigla la sua prima doppietta in carriera, unici 2 gol dei neroverdi nella pesante sconfitta interna per 2-6 contro l'Atalanta.

#### Fiorentina e prestito al Cagliari
Il 31 gennaio 2020 viene ceduto in prestito con obbligo di riscatto alla Fiorentina. Il 16 febbraio esordisce con la casacca viola in occasione della trasferta in casa della Sampdoria, vinta per 5-1. Il suo primo gol con la maglia viola arriva all'ultima giornata di campionato, il 2 agosto successivo, in occasione del successo per 3-1 in casa della SPAL.
Dopo solo 5 presenze nella prima metà della stagione 2020-2021 con i toscani, il 17 gennaio 2021 passa in prestito con diritto di riscatto al Cagliari. Con gli isolani trova molto spazio contribuendo alla salvezza dei sardi.
A fine stagione fa ritorno alla Fiorentina e questa volta trova maggiore spazio, tanto che il 20 novembre 2021 torna a segnare nel successo per 4-3 contro il Milan. Dopo essere andato a segno anche contro la Juventus nell'ultima giornata di campionato, Conclude l'annata con uno score di 37 presenze e due reti fra campionato e Coppa Italia, contribuendo al ritorno dei viola nelle competizioni europee dopo cinque anni di assenza.
Duncan lascia la Fiorentina al termine della stagione 2023-2024, alla scadenza naturale del proprio contratto, dopo aver collezionato in tutto 126 presenze e sei reti in maglia viola.

#### Venezia
Rimasto svincolato, il 27 luglio 2024 firma un accordo biennale con il Venezia, neopromossa in Serie A.

### Nazionale
Il 14 novembre 2012, Duncan debutta con la maglia della nazionale maggiore ghanese, giocando dal primo minuto la partita amichevole vinta per 1-0 contro il Capo Verde.
Nel giugno 2013, partecipa con la nazionale Under-20 al Mondiale di categoria, nel quale i ghanesi concludono al terzo posto; lungo la competizione, il centrocampista gioca quattro partite, inclusa la semifinale persa contro la Francia.
Pur essendo rientrato nel giro delle Black Stars fra il 2016 e il 2017, a causa di un infortunio rimediato in campionato, Duncan è costretto a saltare la Coppa d'Africa 2017.
Dopo altre tre presenze nel 2019, non ha più trovato spazio nelle gerarchie della rappresentativa, e nel 2022 ha infine deciso di abbandonare la nazionale, pubblicando una lettera aperta di accusa alla Federazione calcistica del Ghana sul sito della Fiorentina, allora sua squadra di club.

## Statistiche

### Presenze e reti nei club
Statistiche aggiornate al 24 maggio 2025.
| Stagione          | Squadra           | Campionato        | Campionato | Campionato | Coppe nazionali | Coppe nazionali | Coppe nazionali | Coppe continentali | Coppe continentali | Coppe continentali | Altre coppe | Altre coppe | Altre coppe | Totale | Totale |
| Stagione          | Squadra           | Comp              | Pres       | Reti       | Comp            | Pres            | Reti            | Comp               | Pres               | Reti               | Comp        | Pres        | Reti        | Pres   | Reti   |
| ----------------- | ----------------- | ----------------- | ---------- | ---------- | --------------- | --------------- | --------------- | ------------------ | ------------------ | ------------------ | ----------- | ----------- | ----------- | ------ | ------ |
| 2012-gen. 2013    | Inter             | A                 | 3          | 0          | CI              | 1               | 0               | UEL                | 0                  | 0                  | -           | -           | -           | 4      | 0      |
| gen.-giu. 2013    | Livorno           | B                 | 19+4       | 1+1        | CI              | 0               | 0               | -                  | -                  | -                  | -           | -           | -           | 23     | 2      |
| 2013-2014         | Livorno           | A                 | 32         | 0          | CI              | 0               | 0               | -                  | -                  | -                  | -           | -           | -           | 32     | 0      |
| Totale Livorno    | Totale Livorno    | Totale Livorno    | 51+4       | 1+1        |                 | 0               | 0               |                    | -                  | -                  |             | -           | -           | 55     | 2      |
| 2014-2015         | Sampdoria         | A                 | 26         | 1          | CI              | 1               | 0               | -                  | -                  | -                  | -           | -           | -           | 27     | 1      |
| 2015-2016         | Sassuolo          | A                 | 33         | 1          | CI              | 2               | 0               | -                  | -                  | -                  | -           | -           | -           | 35     | 1      |
| 2016-2017         | Sassuolo          | A                 | 21         | 1          | CI              | 1               | 0               | UEL                | 5                  | 0                  | -           | -           | -           | 27     | 1      |
| 2017-2018         | Sassuolo          | A                 | 26         | 0          | CI              | 1               | 0               | -                  | -                  | -                  | -           | -           | -           | 27     | 0      |
| 2018-2019         | Sassuolo          | A                 | 26         | 4          | CI              | 2               | 1               | -                  | -                  | -                  | -           | -           | -           | 28     | 5      |
| 2019-gen. 2020    | Sassuolo          | A                 | 13         | 1          | CI              | 1               | 0               | -                  | -                  | -                  | -           | -           | -           | 14     | 1      |
| Totale Sassuolo   | Totale Sassuolo   | Totale Sassuolo   | 119        | 7          |                 | 7               | 1               |                    | 5                  | 0                  |             | -           | -           | 131    | 8      |
| gen.-ago. 2020    | Fiorentina        | A                 | 13         | 1          | CI              | 0               | 0               | -                  | -                  | -                  | -           | -           | -           | 13     | 1      |
| 2020-gen. 2021    | Fiorentina        | A                 | 4          | 0          | CI              | 1               | 0               | -                  | -                  | -                  | -           | -           | -           | 5      | 0      |
| gen.-giu. 2021    | Cagliari          | A                 | 19         | 0          | CI              | -               | -               | -                  | -                  | -                  | -           | -           | -           | 19     | 0      |
| 2021-2022         | Fiorentina        | A                 | 33         | 2          | CI              | 4               | 0               | -                  | -                  | -                  | -           | -           | -           | 37     | 2      |
| 2022-2023         | Fiorentina        | A                 | 25         | 1          | CI              | 2               | 0               | UECL               | 3                  | 0                  | -           | -           | -           | 30     | 1      |
| 2023-2024         | Fiorentina        | A                 | 29         | 2          | CI              | 2               | 0               | UECL               | 7                  | 0                  | SI          | -           | -           | 38     | 2      |
| Totale Fiorentina | Totale Fiorentina | Totale Fiorentina | 104        | 6          |                 | 9               | 0               |                    | 10                 | 0                  |             | -           | -           | 123    | 7      |
| 2024-2025         | Venezia           | A                 | 16         | 0          | CI              | 1               | 0               | -                  | -                  | -                  | -           | -           | -           | 17     | 0      |
| Totale carriera   | Totale carriera   | Totale carriera   | 342        | 16         |                 | 19              | 1               |                    | 15                 | 0                  |             | 0           | 0           | 376    | 17     |

### Cronologia presenze e reti in nazionale
| Cronologia completa delle presenze e delle reti in nazionale ― Ghana | Cronologia completa delle presenze e delle reti in nazionale ― Ghana | Cronologia completa delle presenze e delle reti in nazionale ― Ghana | Cronologia completa delle presenze e delle reti in nazionale ― Ghana | Cronologia completa delle presenze e delle reti in nazionale ― Ghana | Cronologia completa delle presenze e delle reti in nazionale ― Ghana | Cronologia completa delle presenze e delle reti in nazionale ― Ghana | Cronologia completa delle presenze e delle reti in nazionale ― Ghana |
| Data                                                                 | Città                                                                | In casa                                                              | Risultato                                                            | Ospiti                                                               | Competizione                                                         | Reti                                                                 | Note                                                                 |
| -------------------------------------------------------------------- | -------------------------------------------------------------------- | -------------------------------------------------------------------- | -------------------------------------------------------------------- | -------------------------------------------------------------------- | -------------------------------------------------------------------- | -------------------------------------------------------------------- | -------------------------------------------------------------------- |
| 14-11-2012                                                           | Lisbona                                                              | Capo Verde                                                           | 0 – 1                                                                | Ghana                                                                | Amichevole                                                           | -                                                                    |                                                                      |
| 27-3-2016                                                            | Maputo                                                               | Mozambico                                                            | 0 – 0                                                                | Ghana                                                                | Qual. Coppa d'Africa 2017                                            | -                                                                    |                                                                      |
| 3-9-2016                                                             | Maputo                                                               | Ghana                                                                | 0 – 0                                                                | Ruanda                                                               | Qual. Coppa d'Africa 2017                                            | -                                                                    |                                                                      |
| 6-9-2016                                                             | Mosca                                                                | Russia                                                               | 1 – 0                                                                | Ghana                                                                | Amichevole                                                           | -                                                                    | 79’                                                                  |
| 5-9-2017                                                             | Brazzaville                                                          | Rep. del Congo                                                       | 1 – 5                                                                | Ghana                                                                | Qual. Mondiali 2018                                                  | -                                                                    | 56’                                                                  |
| 7-10-2017                                                            | Kampala                                                              | Uganda                                                               | 0 – 0                                                                | Ghana                                                                | Qual. Mondiali 2018                                                  | -                                                                    | 56’                                                                  |
| 10-10-2017                                                           | Gedda                                                                | Arabia Saudita                                                       | 0 – 3                                                                | Ghana                                                                | Amichevole                                                           | -                                                                    | 46’                                                                  |
| 23-3-2019                                                            | Accra                                                                | Ghana                                                                | 1 – 0                                                                | Kenya                                                                | Qual. Coppa d'Africa 2019                                            | -                                                                    | 87’                                                                  |
| 26-3-2019                                                            | Accra                                                                | Ghana                                                                | 3 – 1                                                                | Mauritania                                                           | Amichevole                                                           | -                                                                    | 66’                                                                  |
| 14-11-2019                                                           | Cape Coast                                                           | Ghana                                                                | 2 – 0                                                                | Sudafrica                                                            | Qual. Coppa d'Africa 2021                                            | -                                                                    | 62’                                                                  |
| Totale                                                               |                                                                      | Presenze                                                             | 10                                                                   |                                                                      | Reti                                                                 | 0                                                                    |                                                                      |

## Palmarès

### Club

#### Competizioni giovanili
- Campionato Primavera: 1

Inter: 2011-2012
- NextGen Series: 1

Inter: 2011-2012